# Rebecca Heyliger
Rebecca Heyliger est une nageuse bermudienne née le 24 novembre 1992 à Hamilton.

## Biographie

### Enfance et formation
Elle naît en 1992 à Hamilton.
Après avoir été à la Bermuda High School, elle étudie les relations internationales à l'université de Californie du Sud.

### Carrière
Rebecca Heyliger est médaillée d'or du relais 4 × 100 mètres 4 nages ainsi que du relais 4 × 100 mètres nage libre aux Championnats d'Amérique centrale et des Caraïbes de natation (en) 2013 à San José. Elle participe ensuite aux Jeux des îles de 2013 aux Bermudes, remportant trois médailles d'or (dans les relais 4 × 100 m 4 nages, 4 × 50 m nage libre et 4 × 50 m 4 nages), une médaille d'argent sur 4 × 100 m nage libre et une médaille de bronze sur 50 mètres papillon. Elle fait sa première apparition aux Championnats du monde en 2013 à Barcelone, participant aux séries du 100 mètres nage libre.
Elle remporte la médaille d'argent du 50 mètres nage libre, du 100 mètres nage libre et du 50 mètres papillon ainsi que la médaille de bronze du 50 mètres dos et du 100 mètres papillon aux Championnats des Caraïbes de natation (en) 2014 à Bridgetown,.
Elle participe à l'épreuve du 50 mètres nage libre des Jeux olympiques d'été de 2016 à Rio de Janeiro où elle est éliminée dès les séries,.